# Bosquerola arlequinada
La bosquerola arlequinada (Setophaga nigrescens) és una espècie d'ocell de la família dels parúlids. Es reprodueix a l'oest de l'Amèrica del Nord (des de la Colúmbia Britànica fins a Nou Mèxic) i passa l'hivern a Mèxic i el sud dels Estats Units.